# Gonghe (sockenhuvudort i Kina, Heilongjiang Sheng, lat 44,11, long 130,20)
Gonghe är en sockenhuvudort i Kina. Den ligger i provinsen Heilongjiang, i den nordöstra delen av landet, omkring 330 kilometer sydost om provinshuvudstaden Harbin. Antalet invånare är 9 788. Befolkningen består av 4 615 kvinnor och 5 173 män. Barn under 15 år utgör 14,0 %, vuxna 15-64 år 78 %, och äldre över 65 år 7,0 %.
Runt Gonghe är det ganska glesbefolkat, med 28 invånare per kvadratkilometer. Det finns inga andra samhällen i närheten. Trakten runt Gonghe består till största delen av jordbruksmark.
Genomsnittlig årsnederbörd är 937 millimeter. Den regnigaste månaden är juli, med i genomsnitt 188 mm nederbörd, och den torraste är januari, med 6 mm nederbörd.